# V gorach Jugoslavii
V gorach Jugoslavii (В горах Югославии) è un film del 1946 diretto da Abram Matveevič Room.